# Tapio
Tapio (Niedźwiedzi Król, Władca lasu) – w mitologii fińskiej bóg lasu, myśliwych i hodowli bydła; myśliwi oddawali mu cześć przed polowaniem, składali ofiary z żyta, ziarna, piwa i wina, aby prosić o przychylność podczas łowów. Był mężem Mielikki oraz ojcem Annikki.